# St.-Thomas-Kirche (Augsburg)

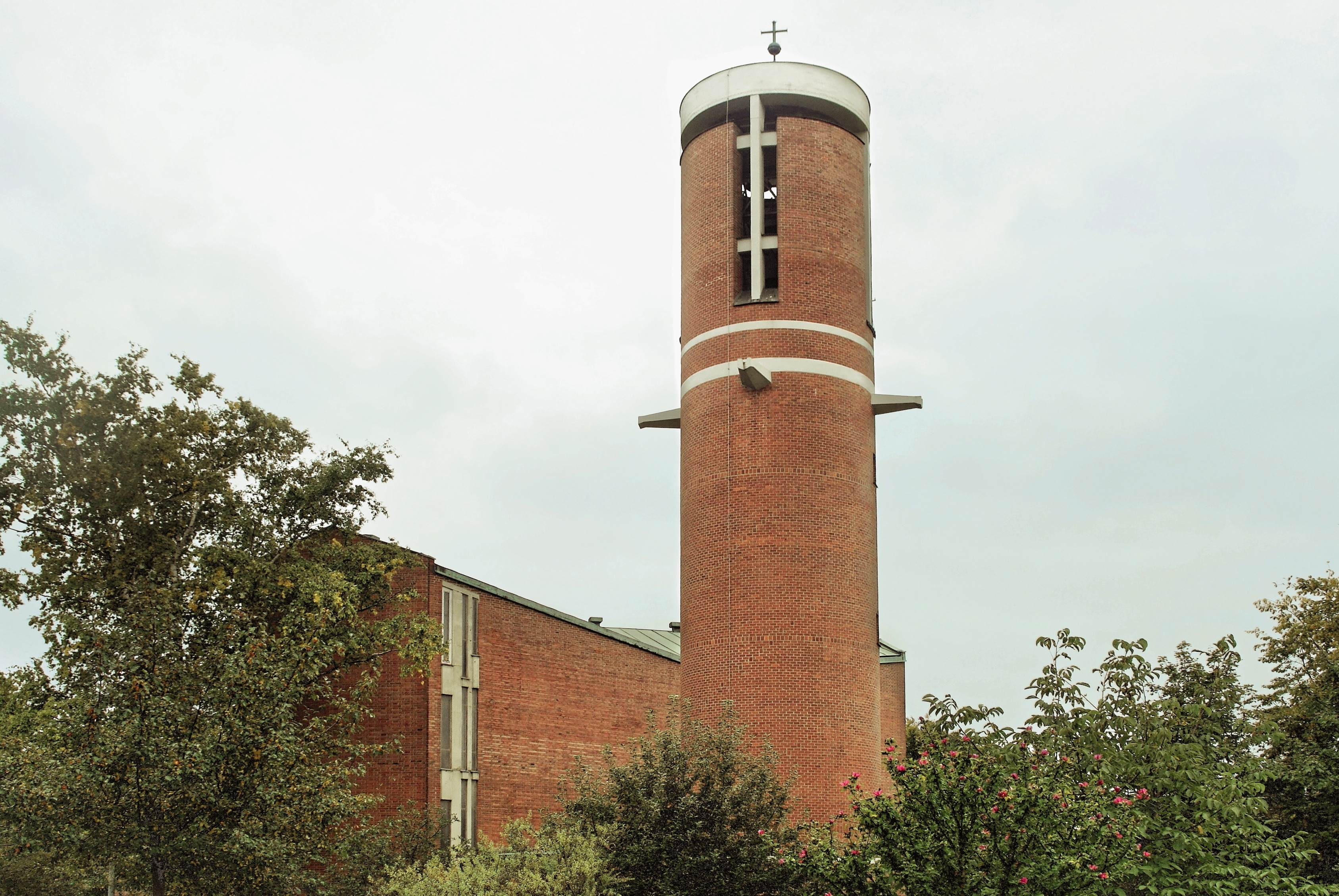
St.-Thomas-Kirche, 2013

St. Thomas ist eine evangelische Kirche in der bayerischen Großstadt Augsburg. Sie befindet sich im Westen der Stadt im Stadtteil Kriegshaber und wurde 1961 im Stil der Moderne errichtet. Markant ist ihr weithin sichtbarer und in Augsburg einzigartiger runder Glockenturm. Die Kirche und das angeschlossene, frühere Gemeinde- und Pfarrhaus (heute Gemeindezentrum) stehen seit 2003 unter Denkmalschutz.

## Geschichte
Im 19. Jahrhundert hatten die evangelischen Christen in der damals noch selbstständigen Ortsgemeinde Kriegshaber kein eigenes Gotteshaus. Ab 1845 zählte die evangelische Gemeinde des Dorfes zur Augsburger Pfarrei Heilig Kreuz und wurde von dort aus betreut. 1908 gründete sich ein evangelischer Verein zur Errichtung eines Gemeindehauses in Kriegshaber. 1916 kam der Vorort Kriegshaber zur Stadt Augsburg. In den 1920er Jahren sorgte der Verein für die Schaffung von Gemeinderäumen und einer Diakoniestation in dem neuen Stadtteil Kriegshaber. 1940 erwarb die Gemeinde einen Kirchenbauplatz am Osterfeld; 1946 wurde sie Vikariat von St. Johannes im benachbarten Stadtteil Augsburg-Oberhausen und 1949 deren Tochtergemeinde. Ebenfalls 1949 erfolgte die Gründung eines Kirchenbauvereins.
1951 wurde in unmittelbarer Nähe der heutigen Kirche St. Thomas eine Notkirche errichtet. 1955 wurde die evangelische Gemeinde Kriegshaber exponiertes Vikariat und 1959 eine selbstständige Pfarrei. Der Neubau der St.-Thomas-Kirche und des angeschlossenen Gemeinde- und Pfarrhauses erfolgte von 1960 bis 1961 nach den Plänen des Münchner Architekten Olaf Andreas Gulbransson. Die Einweihung fand am 24. September 1961 statt, die Kirche wurde nach dem Apostel Thomas benannt. Gulbransson war ein ausgewiesener Vertreter der Moderne und seit Anfang der 1950er Jahre durch eine Reihe richtungweisender evangelischer Kirchenbauten in Bayern bekannt geworden. Er kam im Juli 1961 bei einem Autounfall ums Leben und erlebte die Einweihung der „Thomaskirche“ in Kriegshaber – wie von zahlreichen anderen von ihm geplanten und postum fertiggestellten Kirchenbauten im gesamten Bundesgebiet – nicht mehr.
Im Jahr 1966 erhielt die Kirche eine Orgel.
1969 musste die Holzdecke der Kirche erneuert werden, danach standen mehrmals Renovierungsarbeiten an. 1983 erfolgte eine Grundrenovierung der Kirche. 1999 wurde das direkt angeschlossene Gemeinde- und Pfarrhaus nach Plänen des Augsburger Architekturbüros Walloschke saniert und zum Gemeindezentrum umgebaut und erweitert.
Im Jahr 2003 wurde die Kirche zusammen mit dem ebenerdigen Riegel des früheren Gemeinde- und Pfarrhauses unter Denkmalschutz gestellt.
St. Thomas gilt als „der wichtigste Kirchenneubau der Moderne in Augsburg“.

## Kirchengebäude

### Lage
Die Kirche St. Thomas steht in der Rockensteinstraße 21 in Augsburg-Kriegshaber – am Nordrand des Osterfeldparks, der nach dem Bau der Umgehungsstraße (Bundesstraße 17) auf dem ehemaligen Fußballplatz des TSV Kriegshaber angelegt wurde.

### Architektur
Prägend für das Werk und die Kirchenbauten des Architekten Olaf Andreas Gulbransson sind die offene „Zelt-Architektur“ sowie das Spiel mit geometrischen Grundformen. So wurde die Kirche Sankt Thomas von ihm als offene Zeltarchitektur über einem dreieckigen Grundriss und mit einem abschließenden Faltdach errichtet. Der Grundriss bildet ein gleichseitiges Dreieck, das Symbol für den Dreieinigen Gott; mit abgeschrägten Ecken, in denen der Altarraum sowie die Fensterwände angeordnet sind. Neben der Kirche steht ein runder Campanile. In einem eingeschossigen Flachbau, der direkt an den Eingangs-Zwischenbau der Kirche anschließt, waren ursprünglich Gemeinderaum, Pfarrbüro und Pfarrhaus untergebracht. Die Gebäude wurden in Sichtziegelmassivbauweise mit Ortbeton-Fassadenteilen ausgeführt.
Das Zelt war für Gulbransson ein Symbol für das „Zu-Gast-Sein“ des Menschen auf der Erde, und er wollte damit an das Stiftszelt des Alten Testaments erinnern. Durch seine Kirchenarchitektur ordnete er Pfarrer und Gemeinde in einem offenen (Halb-)Kreis zueinander an, so auch bei „seiner“ Augsburger St.-Thomas-Kirche. Gulbransson ahmte damit eine Gruppe nach, die sich um einen Redner bildet. Wie bei seinen anderen Kirchenbauten sind Altar, Kanzel und Taufbecken zentral angeordnet. Zudem befindet sich die Kanzel auf fast gleicher Ebene mit den Sitzbänken der Gemeinde und entspricht damit dem Verständnis, dass „der Pfarrer nicht wie ein Lehrmeister von oben herab predige“.
Der Gottesdienstraum der „schlichten, von Gulbransson auf das Wesentliche beschränkten Predigtkirche“ enthält 400 Sitzplätze. Der Zugang zur Kirche erfolgt über einen kleinen Zwischenbau an der dem Altarraum gegenüberliegenden Dreiecksseite. Er dient gleichzeitig als Zugang zum Gemeindezentrum, das nach Umbau und Erweiterung im Jahr 1999 unter anderem einen größeren Saal mit 100 Sitzplätzen und einen kleineren Saal mit 50 Sitzplätzen beinhaltet.

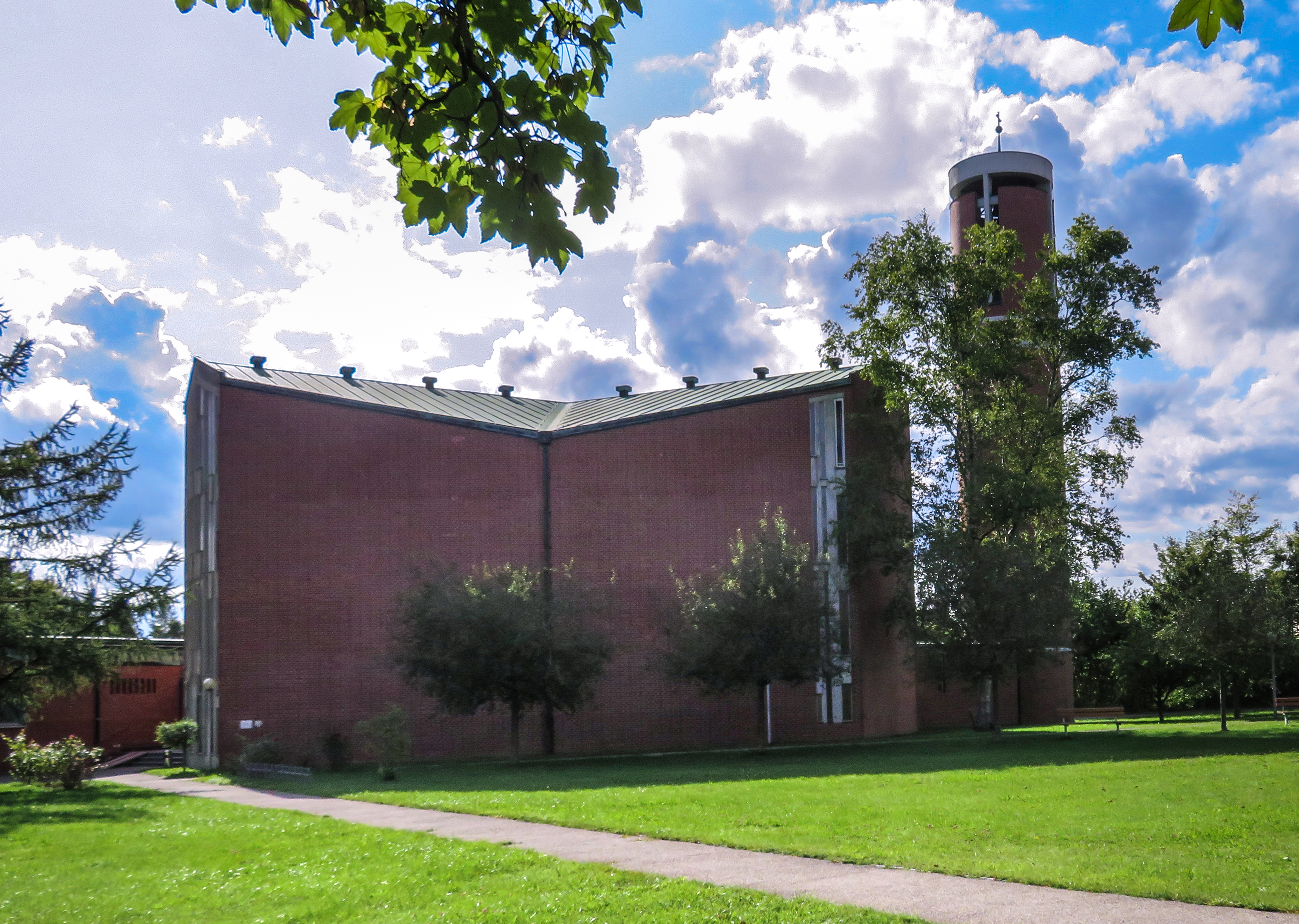
Blick von Nordosten auf Kirche und Außenanlagen
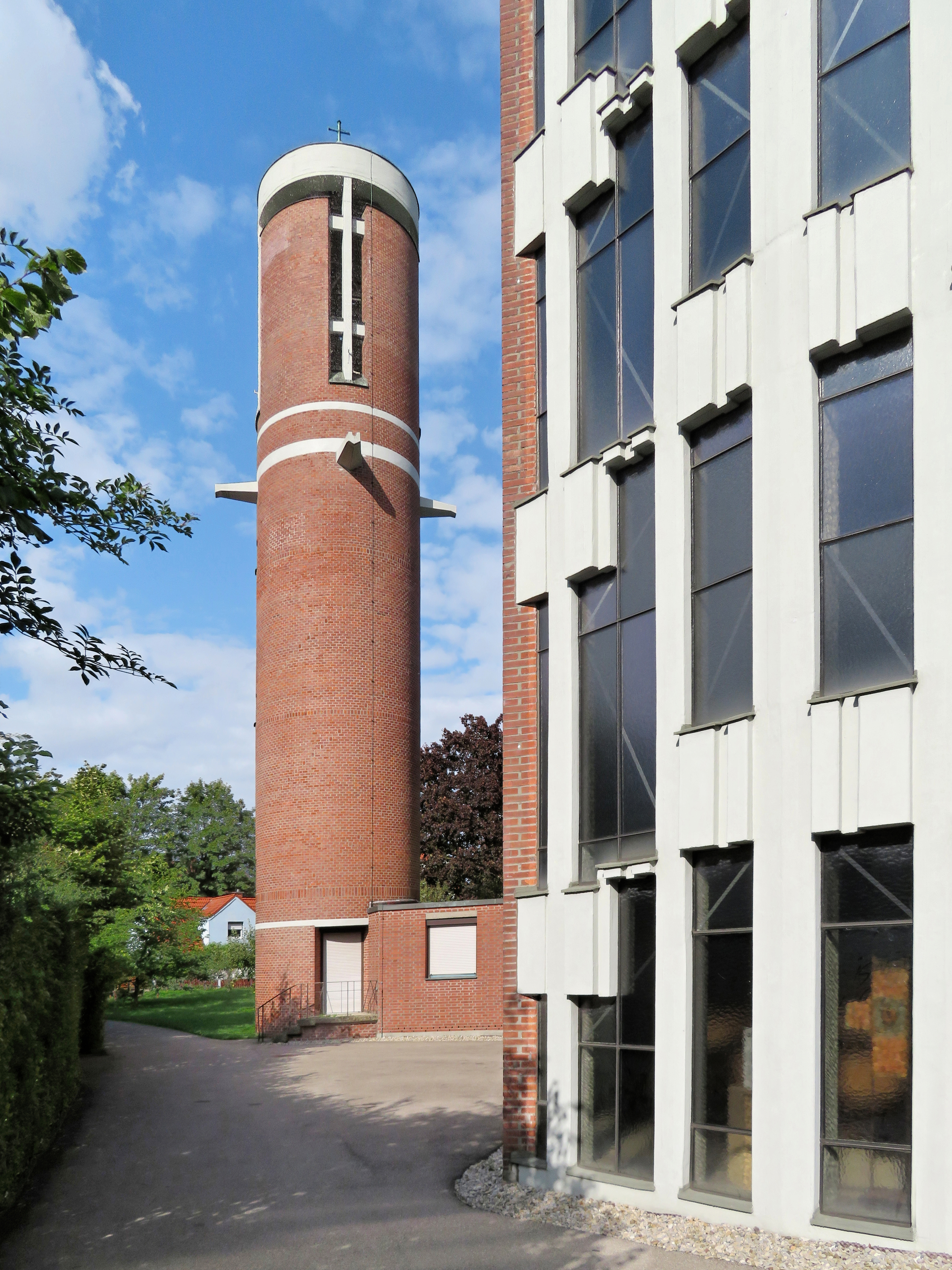
Glockenturm und westliche Fensterwand
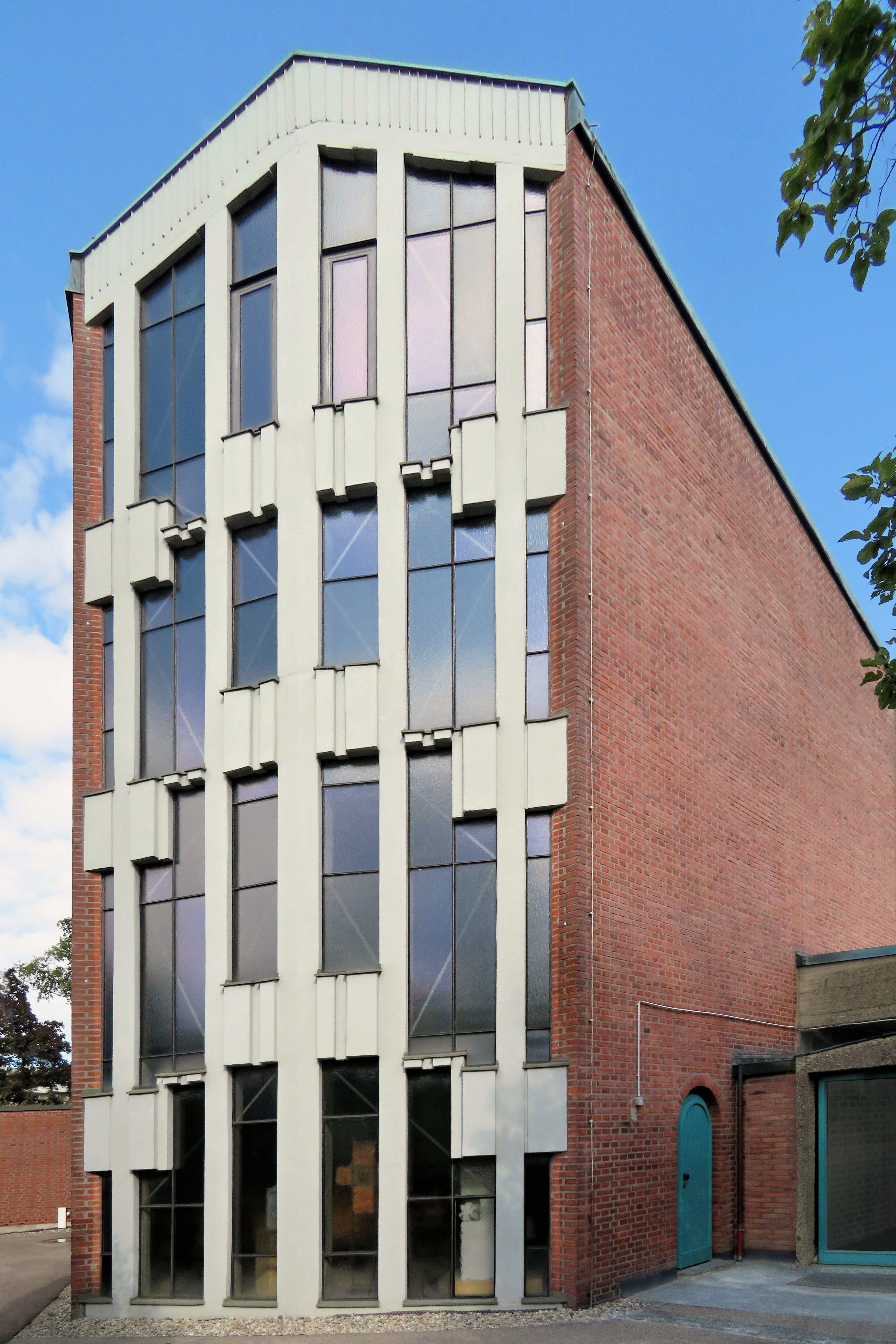
Westliche Fensterwand
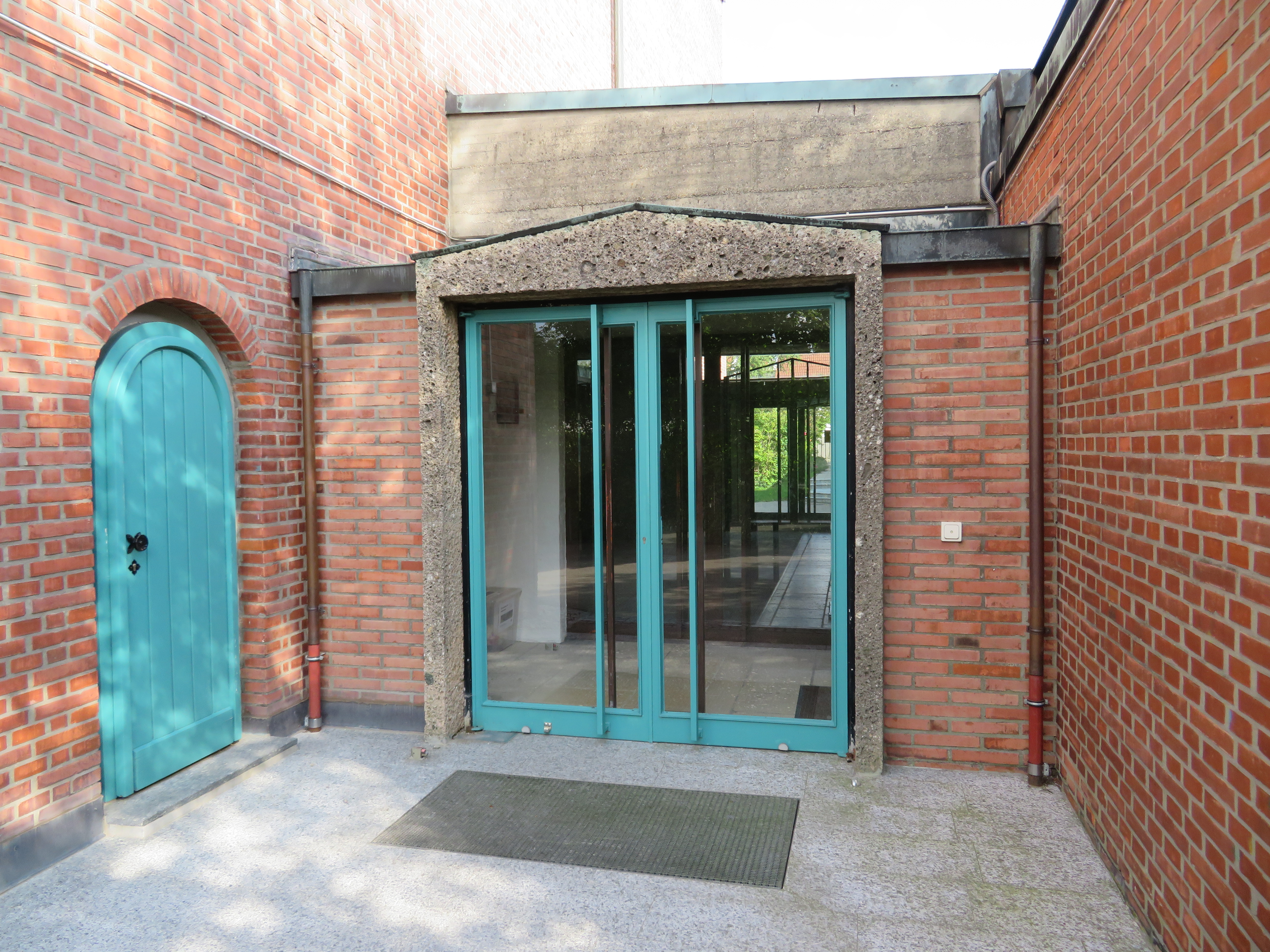
Eingangs-Zwischenbau (Westseite)
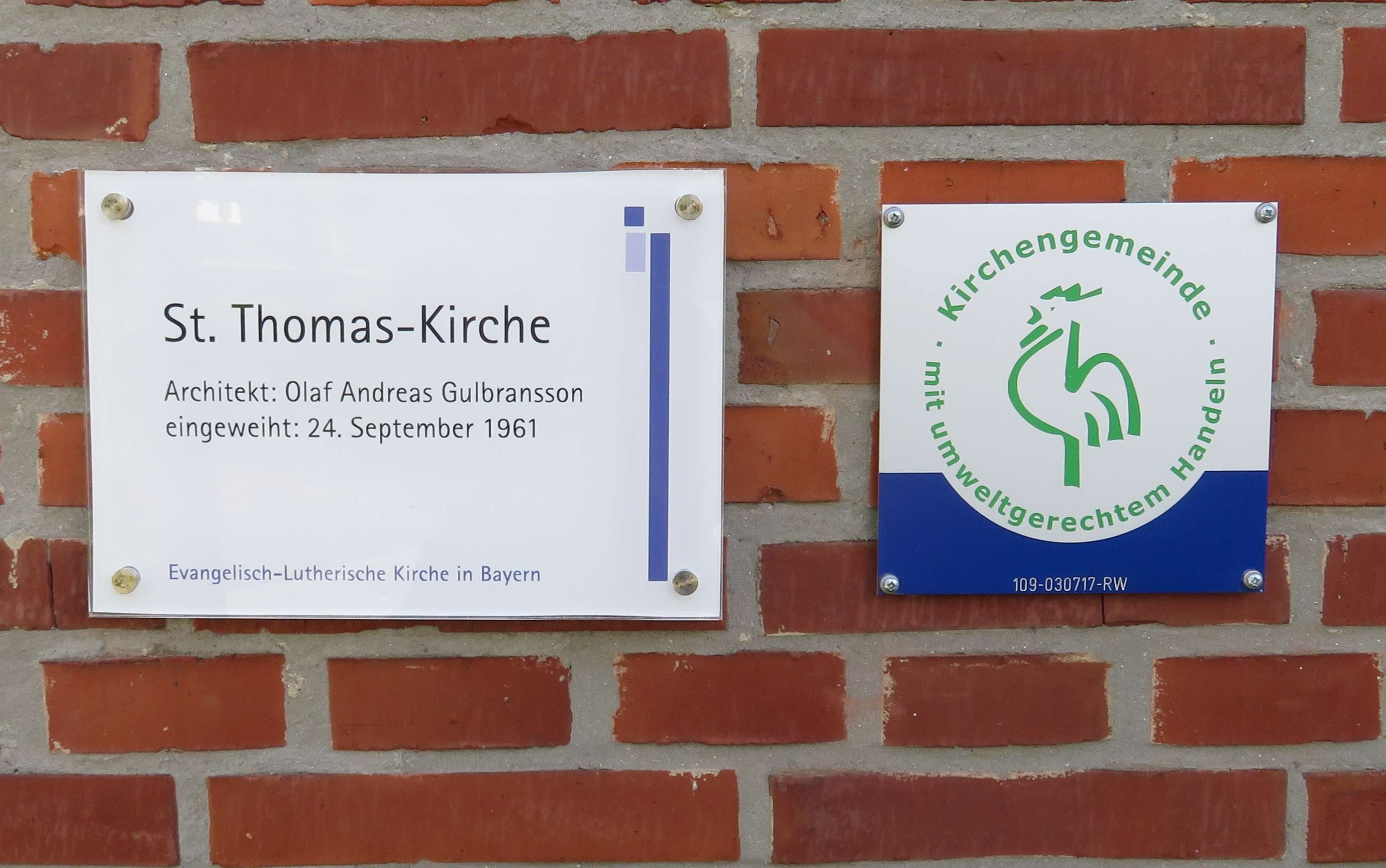
Informations-Schilder an der Kirche
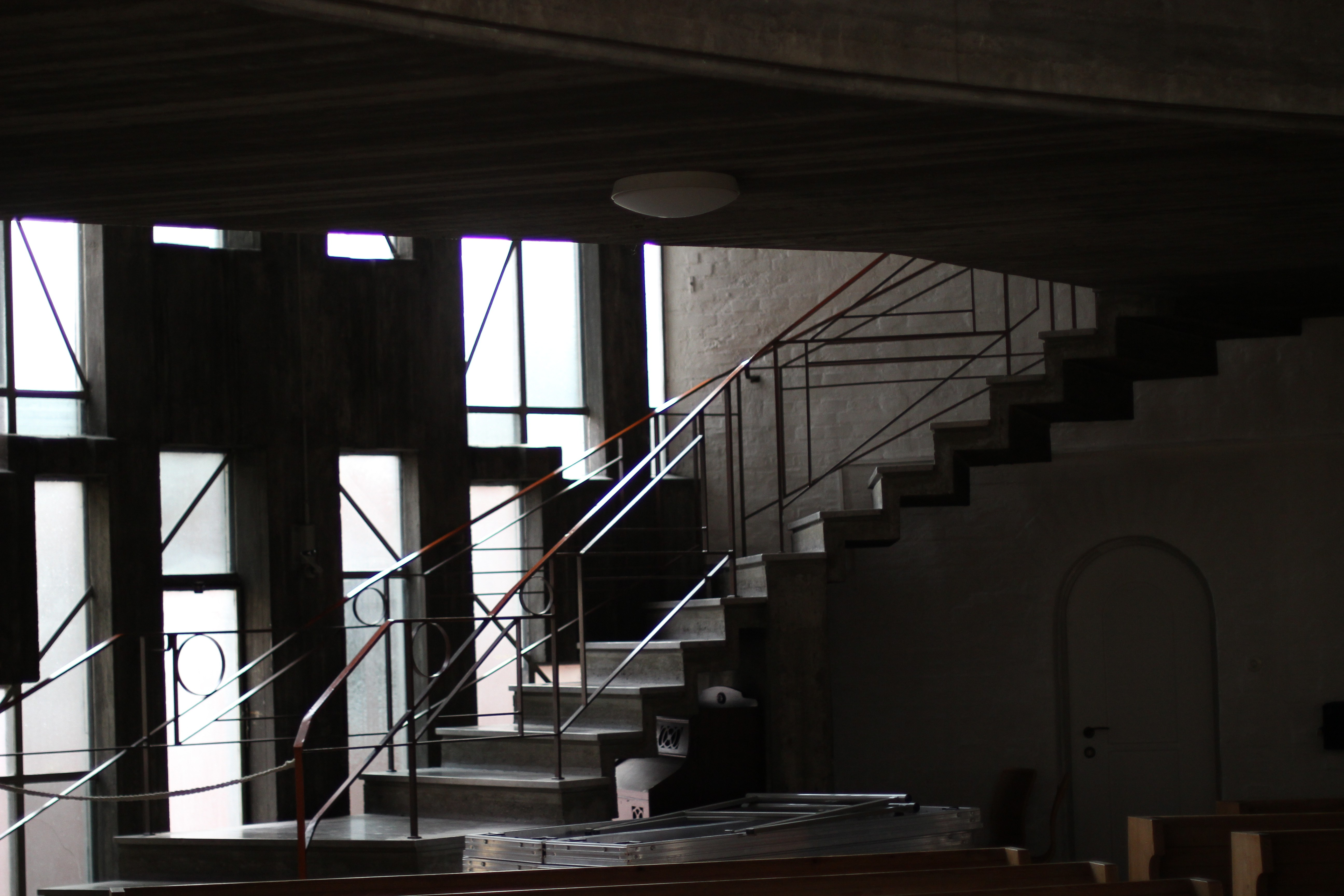
Emporenaufgang
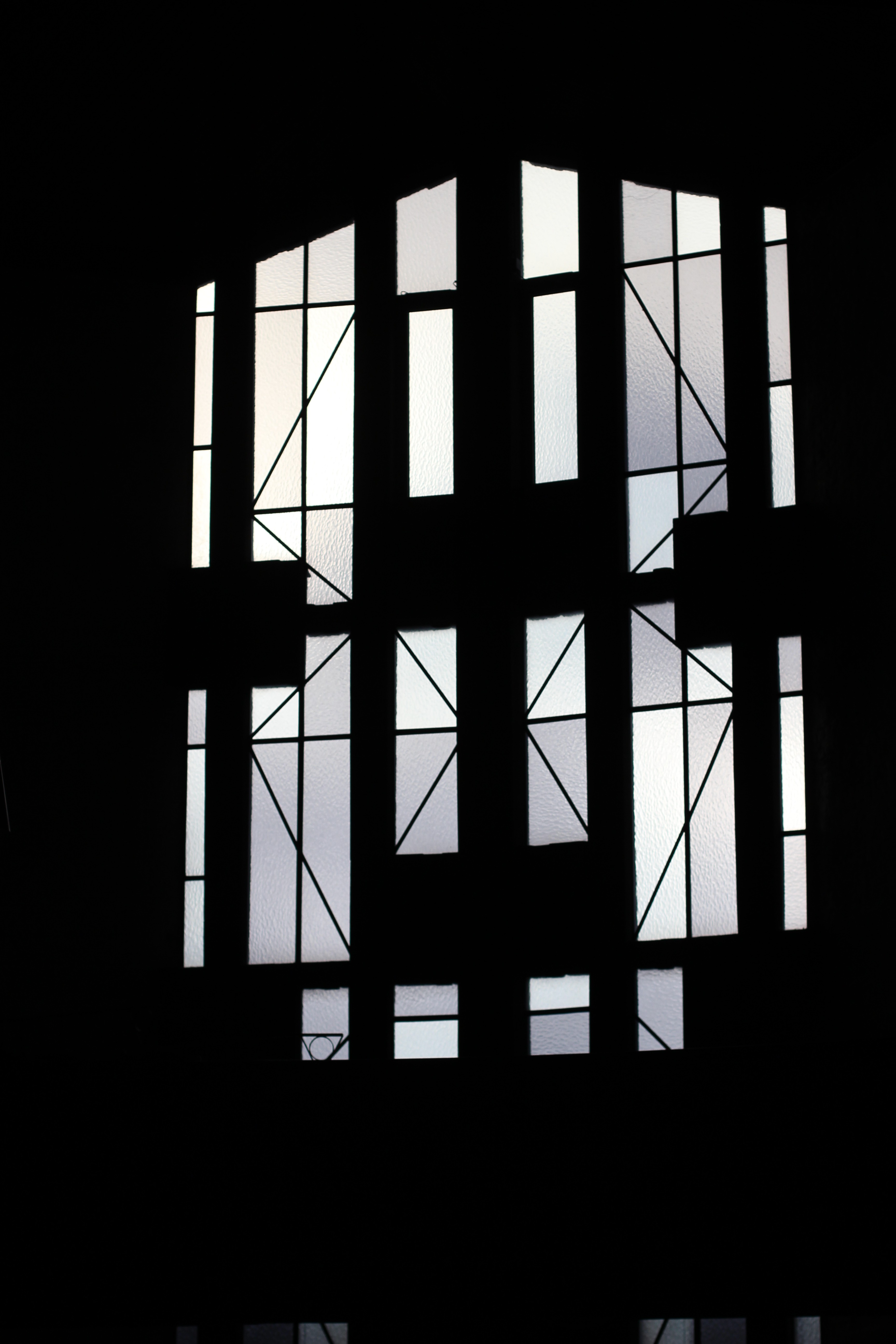
Fenster (Innenansicht)

### Ausstattung
- Die Altarwand wurde mit einem großen Fresko in Fresco-Secco-Technik gestaltet, das den Altarraum dominiert. Es zeigt die „Begegnung Jesu mit dem ungläubigen Thomas“ und stammt von dem Münchner Maler und Grafiker Hubert Distler, mit dem Gulbransson oft zusammenarbeitete.
- Zudem wird der Innenraum von dem Altar, dem Taufstein und der Kanzel geprägt, die aus Nagelfluh-Gestein geschaffen wurden.
- Die Kirche wurde von 2001 bis 2008 durch verschiedene Werke des Künstlers Johannes Hirschler neu oder zusätzlich ausgestattet: ein Lesepult aus Holz, fünf Paramententwürfe für Altar und Kanzel, die gegenwärtig (2017) erst teilweise umgesetzt sind, sowie ein Osterkerzenleuchter; weiters ein Altarkreuz, das Evangeliums-Pult, zwei Altarkerzenständer und zwei siebenarmige Leuchter aus Bronze.

### Orgel

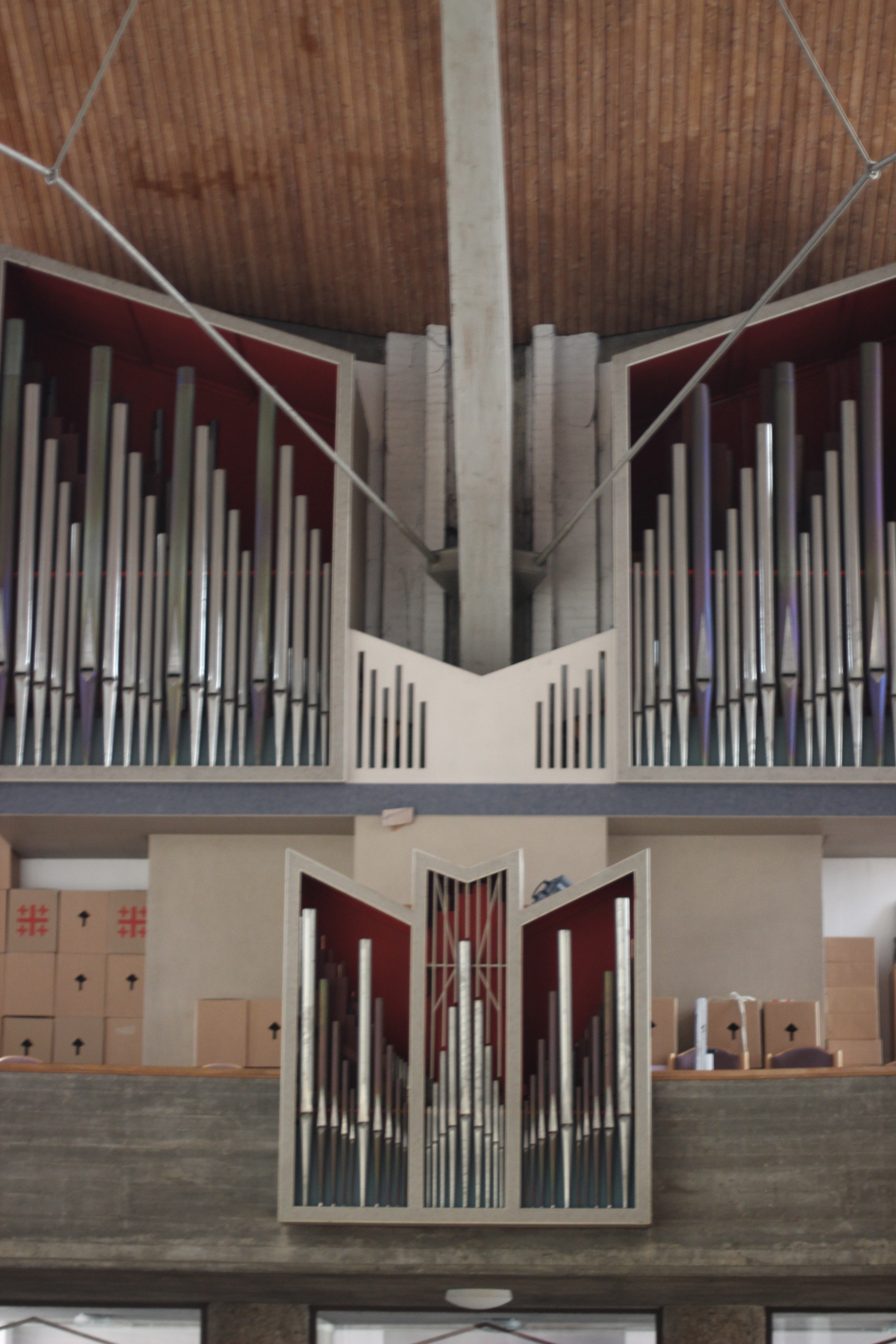
Prospekt der Schmid-Orgel

Die Orgel wurde 1966 von Gerhard Schmid mit 23 Registern auf zwei Manualen und Pedal gebaut. 1993 wurde sie von der Erbauerfirma umgebaut und um ein Register (Weidenpfeife 8′) erweitert. Hauptwerk und Pedalwerk sind in zwei trapezförmigen Gehäusen an der Südwand untergebracht, während das dreiachsige Rückpositiv in die Emporenbrüstung eingelassen ist. Das Instrument hat eine mechanische Spiel- und Registertraktur mit Schleifladen. Der damalige Organist Günter Scharbert konzipierte maßgeblich den neobarocken Klangaufbau, der sich an der Orgelbewegung orientiert. Während das Hauptwerk neben dem voll ausgebauten Prinzipalchor einzelne Flötenstimmen aufweist, dient das Rückpositiv als Solowerk. Die Disposition lautet wie folgt:
| I Rückpositiv C–g3 |      |
| Holzgedackt        | 8′   |
| Principal          | 4′   |
| Kleinpommer        | 2′   |
| Octave             | 1′   |
| Cymbel III         | 1⁄2′ |
| Krummhorn          | 8′   |
| Tremulant          |      |

| II Hauptwerk C–g3 |        |
| Gedacktpommer     | 16′    |
| Principal         | 8′     |
| Spitzflöte        | 8′     |
| Weidenpfeife      | 8′     |
| Octave            | 4′     |
| Rohrflöte         | 4′     |
| Nasat             | 2 ⁄3′  |
| Gemshorn          | 2′     |
| Terz              | 1 3⁄5′ |
| Mixtur IV         | 1 ⁄3′  |

| Pedal C–f1  |        |
| Subbaß      | 16′    |
| Principal   | 8′     |
| Gedacktbass | 8′     |
| Choralbaß   | 4′     |
| Rohrpfeife  | 2′     |
| Octave      | 1′     |
| Hornbaß V   | 5 1⁄3′ |
| Trompete    | 8′     |

- Koppeln: II/I, I/P, II/P

Im Jahr 2019/2020 wurde die Orgel von der Firma Kubak überholt und erweitert. Die neue Disposition lautet wie folgt:
| I Rückpositiv C–g3 |       |
| Holzgedackt        | 8′    |
| Principal          | 4′    |
| Flöte              | 4′    |
| Kleinpommer        | 2′    |
| Octave             | 1′    |
| Quinte             | 1 ⁄3′ |
| Krummhorn          | 8′    |
| Tremulant          |       |

| II Hauptwerk C–g3 |        |
| Gedacktpommer     | 16′    |
| Principal         | 8′     |
| Spitzflöte        | 8′     |
| Salicional        | 8′     |
| Octave            | 4′     |
| Rohrflöte         | 4′     |
| Nasat             | 2 ⁄3′  |
| Gemshorn          | 2′     |
| Terz              | 1 3⁄5′ |
| Mixtur IV         | 1 ⁄3′  |
| Trompete          | 8′     |

| Pedal C–f1  |          |
| Subbaß      | 16′      |
| Principal   | 8′       |
| Gedacktbass | 8′       |
| Choralbaß   | 4′       |
| Rohrpfeife  | 2′       |
| Octave      | 1′       |
| Hornbaß V   | 5 1⁄3′   |
| Posaune     | 16′      |
| Trompete    | 8′ (tr.) |
| Trompete    | 4′ (tr.) |

- Koppeln: II/I, I/P, II/P

### Glocken
Das fünfstimmige Glockengeläut stammt von der früheren Glockengießerei Karl Czudnochowsky in Erding. Die fünf Glocken wurden 1960 gegossen. Sie werden von Läutemaschinen der Firma Hörz zum Schwingen gebracht.

## Die Kirchengemeinde St. Thomas
Die „evangelisch-lutherische Kirchengemeinde St. Thomas“ in Augsburg-Kriegshaber gehört zur Evangelisch-Lutherischen Kirche in Bayern (ELKB). Amtierender Pfarrer ist Dietrich Tiggemann (Stand 2017).
Die Gemeinde verfügt über zwei Kirchen im Stadtteil – die St.-Thomas-Kirche und seit 2003 zusätzlich die St.-Thomas-Chapel.
Im Jahr 1997 hatte die Gemeinde rund 2300 Mitglieder, Ende 2009 war sie auf knapp 3000 Mitglieder angewachsen.

### St.-Thomas-Chapel

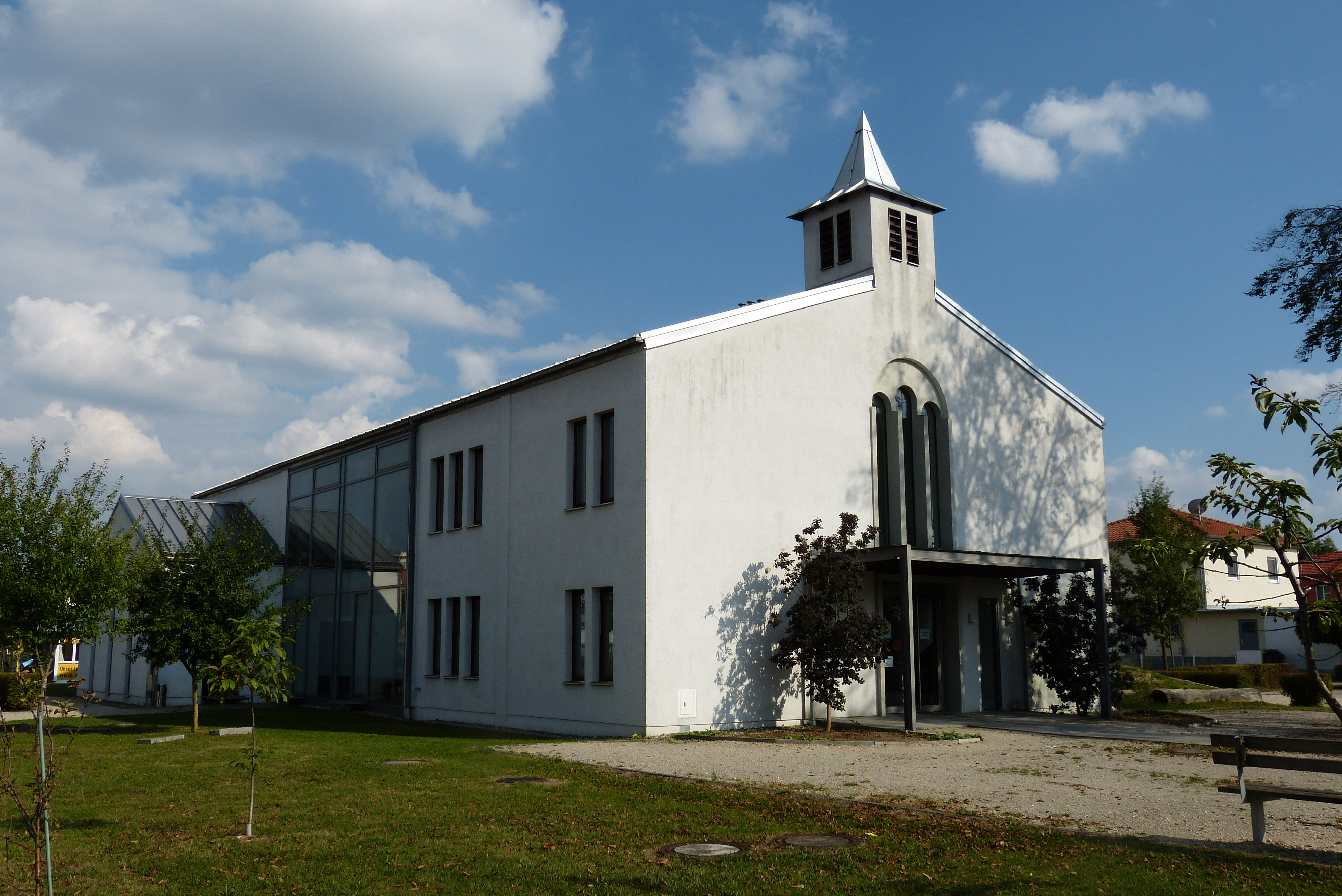
St.-Thomas-Chapel, 2015

Die St.-Thomas-Chapel ist eine ehemals US-amerikanische Kirche, die 1954 für Soldatenfamilien der in Augsburg nach dem Zweiten Weltkrieg langjährig stationierten US-Truppen errichtet wurde. Sie befindet sich in der Columbusstraße 7 / Ecke Hooverstraße  in der früher abgeschotteten Wohnsiedlung Cramerton in Kriegshaber, eine von insgesamt vier ehemaligen Wohnsiedlungen („Housing Areas“) der US-Garnison Augsburg im Augsburger Westen und am Ortsrand des Nachbarortes Stadtbergen. Die US-Garnison Augsburg bestand bis 1998 und wurde vollständig von den Amerikanern aufgegeben.
Die Kirchengebäude wurden – wie die sonstigen Infrastruktur-Bauten (Schulen, Kindergärten, Einkaufsläden etc.) und die Wohnungen in den „Housing Areas“ – von den Amerikanern nach typisierten Grundrissen errichtet. Die Chapel in der Cramerton-Siedlung hatte rund 350 Sitzplätze und konnte von allen vertretenen Religionsgemeinschaften genutzt werden. Nach Abzug der Amerikaner 1998 diente das Kirchengebäude zunächst als Treffpunkt für verschiedene soziale Einrichtungen, ab Ende 2000 gab es dort regelmäßig Gottesdienste. Bis 2003 wurde die Chapel renoviert und umgebaut, danach übernahm die Gemeinde St. Thomas die ehemals amerikanische Kirche. Die St.-Thomas-Chapel wurde im März 2003 eingeweiht.

## Kirchennutzungen
Die St.-Thomas-Kirche wird von der Kirchengemeinde St. Thomas sowohl für Gottesdienste als auch zusammen mit dem anschließenden Gemeindezentrum und den Außenanlagen vielfältig für Veranstaltungen und das Gemeindeleben genutzt.
Die St.-Thomas-Chapel wird ebenfalls für Gottesdienste sowie für Treffen von Gemeinde- und Gastgruppen und für Veranstaltungen von sozialen Trägern etc. genutzt. Außerdem finden dort regelmäßig Gottesdienste für Menschen mit Behinderung und deren Familien statt.

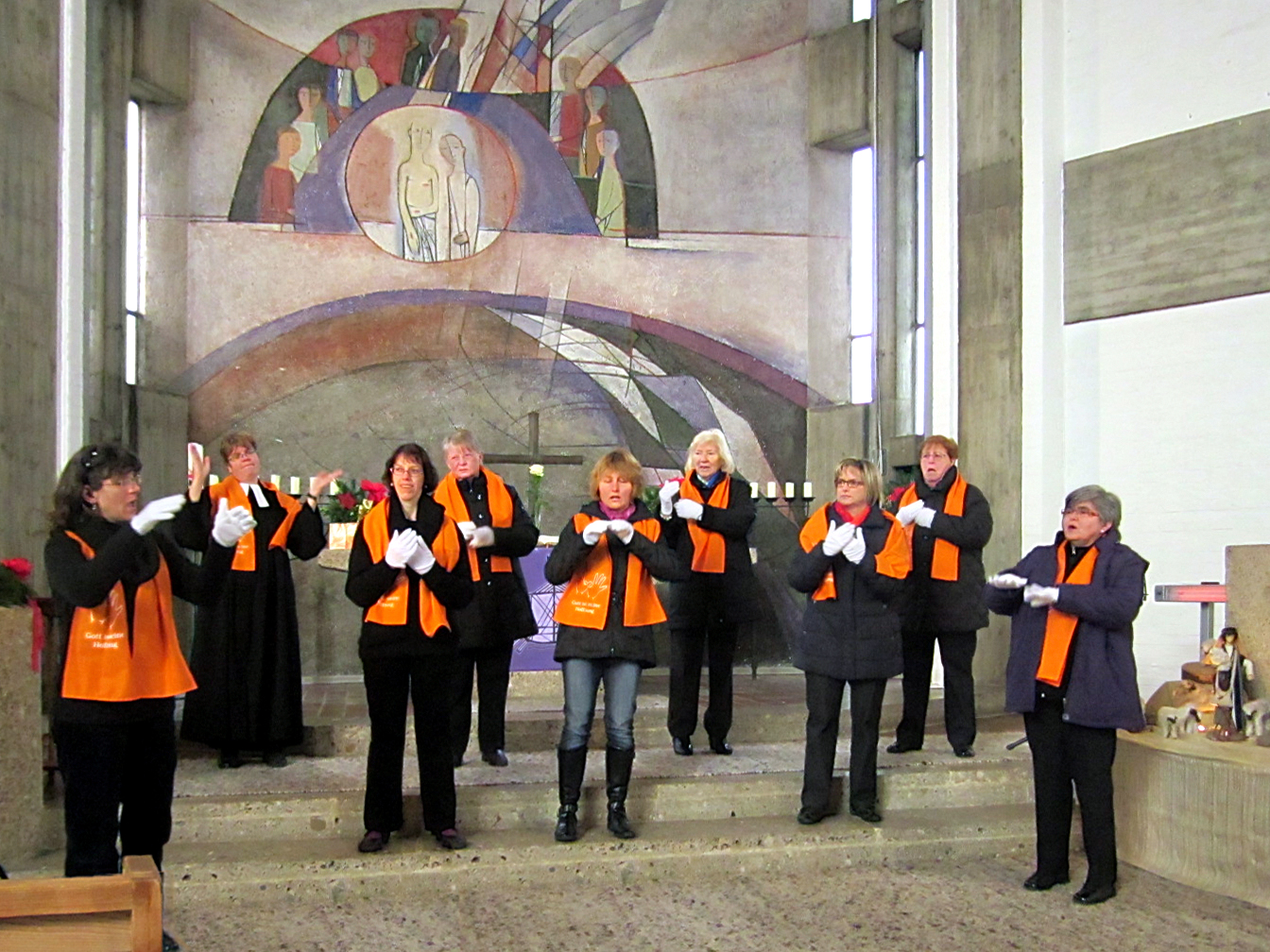
Auftritt des Ökumenischen Gebärdenchors Augsburg in der St.-Thomas-Kirche (vor der Altarwand) beim Gottesdienst der Gehörlosengemeinde, 2013

Gastgemeinden in St. Thomas sind zudem:
- die Gehörlosengemeinde Augsburg und Umland der Evangelisch-Lutherischen Gebärdensprachlichen Kirchen-Gemeinde in Bayern (EGG Bayern) (vormals Evangelisch-Lutherische Gehörlosengemeinde in Bayern) – sie nutzt sowohl die St.-Thomas-Kirche und das angeschlossene Gemeindezentrum mitsamt Außenanlagen als auch die St.-Thomas-Chapel regelmäßig für Gottesdienste und ihr Gemeindeleben sowie für kleinere und größere Veranstaltungen.[11][12]
- die Litauische Gemeinde von Augsburg – sie trifft sich regelmäßig zu Gottesdiensten in der St.-Thomas-Kirche.[13]